# 2015 VS167
2015 VS167 est un objet transneptunien faisant partie des objets épars avec un diamètre estimé à environ 60 km.